# آلبرت اولدمن
آلبرت اولدمن (انگلیسی: Albert Oldman;  ۱۸ نوامبر ۱۸۸۳ – ۱۵ ژانویه ۱۹۶۱) بوکسور اهل بریتانیا بود.
وی در مسابقات کشوری و بین‌المللی در مجموع برندهٔ ۱ مدال طلا شده‌است.